# Republic (Washington)
Republic je grad u američkoj saveznoj državi Washington. Prema popisu stanovništva iz 2010. u njemu je živjelo 1.073 stanovnika.